# Jardín botánico Cupaynicu
El Jardín Botánico Cupaynicú es una institución dedicada a la Conservación de  la Flora autóctona de la provincia de Granma y de Cuba, así como la Protección del Medio Ambiente.
La institución posee una extensión total de 104 hectáreas.
Fundada y atendido hasta la fecha por el Gobierno de la Provincia y el Municipio Guisa.
El código de identificación del Jardín Botánico Cupaynicú en el "Botanic Gardens Conservation International" (BGCI) es BAYAM.

## Localización
Jardín Botánico "Cupaynicu", se encuentra en la precordillera cárcica del macizo montañoso Sierra Maestra, en la localidad Los Mameyes, municipio de Guisa, provincia Granma
Jardin Botanico "Cupaynicu" Cuartón Los Mameyes, Guisa, Bayamo, C.P. 88200, Provincia de Granma, Cuba.
Planos y vistas satelitales.20°16′51.80″N 76°34′23.59″O / 20.2810556, -76.5732194
- Altura: entre 100 y 200 m s. n. m.
- Temperatura media anual: 25,1 °C
- Humedad relativa media anual: 82,4 %
- Promedio anual de lluvia: 1377 mm
- Tipo de suelo: Pardo carbonatado y protorendzina negra de profundidad variable.

## Historia
El nombre que actualmente lleva el jardín es debido a un árbol que predominaba en esta zona denominado Cupey (Clusia rosea), luego el arroyo tomó el nombre de Cupaynocú.
El 22 de noviembre de 1981 la institución fue nombrada Jardín Botánico Cupaynicú.

## Colecciones
Este jardín botánico se creó como santuario para la conservación y recuperación de la Flora amenazada o en peligro de la provincia de Granma.
Cuenta con 12 secciones, entre las que destacan:
- Plantas medicinales, es una de las secciones más completas de las existentes en Cuba,
- Plantas ornamentales,
- También hay en sus colecciones plantas del resto de Cuba.
- Reserva florística Manejada, denominada « Monte Cupaynicú» con una extensión de 54 hectáreas de las 104 que posee la institución, son de destacar entre las especies propias de la zona Sideroxylon salicifolia y Eugenia eruginea.
- Herbario, posee un incipiente herbario con 812 especies de plantas propias del territorio de la Sierra Maestra y en general de Cuba Oriental.

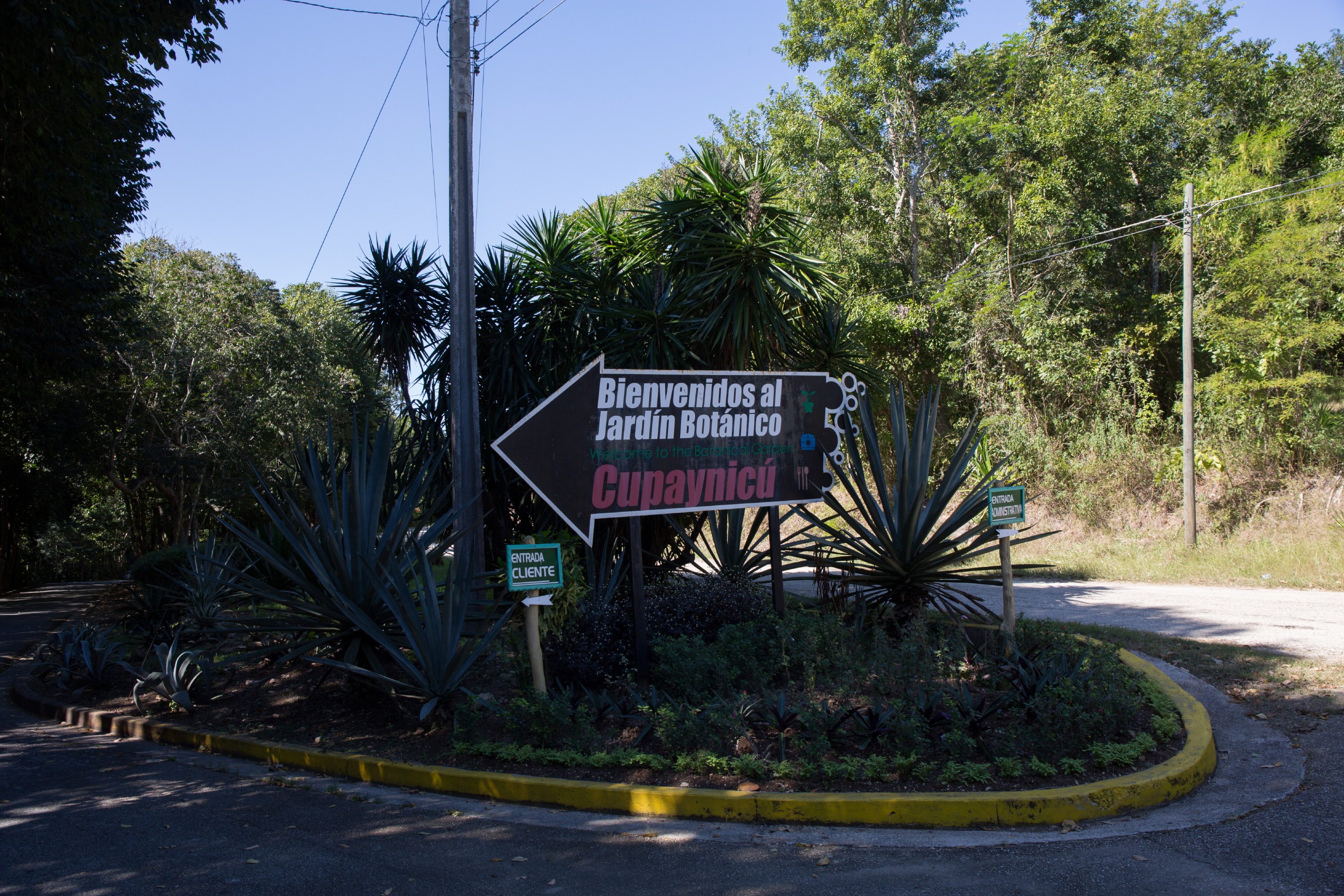
La entrada a Cupaynicú

## Actividades
El Jardín Botánico "Cupaynicu", tiene como misión fundamental la Protección del Medio Ambiente, siendo además Unidad de Ciencia, donde prevalece la Conservación de la Biodiversidad y la Educación Ambiental forma una parte muy importante de su desarrollo.
Uno de los casos de actuación de estudio ha sido el de la especie Crotalaria ekmanii Senn, planta catalogada como extinta y redescubierto un ejemplar en el Valle del Cauto, y como acciones encaminadas a la recuperación y propagación de la especie, se realizó un estudio tanto biológico, de reproducción de la especie, análisis toxicológicos, químicos y bioquímicos como parte del estudio de su potencialidad económica.
Se han producido más de 20 000 semillas de diferentes generaciones y se estudiaron los factores de riesgo actuales y potenciales en el área de distribución hacia donde están siendo reintroducidas las plantas. También se distribuyeron semillas a varios jardines botánicos en el país con vistas a su conservación "ex-situ".
Entre los proyectos de conservación actualmente, se encuentra uno sobre dos orquídeas amenazadas de la región oriental cubana, entre ellas la orquídea enana (Tetramicra malpighiarum).
OTROS CONTACTOS
Jardín Botánico "Cupaynicu", C/ abihail González No. 11, entre Victor Ramos y Maceo Osorio.Guisa, Granma, Cuba.
- Correo electrónico: idicelis.grm@infomed.sld.cu
- Su directora actual es Lic. Nercys Pompa Márquez.
- Sub. Directora: Lic. Diana M. Méndez Ginarte.